# Yoneichi Miyazaki
Yoneichi Miyazaki (jap. 宮崎米一 Miyazaki Yoneichi; ur. 8 sierpnia 1908 w Annace) – japoński zapaśnik walczący w stylu klasycznym. Olimpijczyk z Los Angeles 1932, gdzie odpadł w eliminacjach, w wadze lekkiej.

## Letnie Igrzyska Olimpijskie 1932
| Konkurencja          | Rundy eliminacyjne      | Rundy eliminacyjne | Rundy eliminacyjne    | Klas. końcowa |
| Konkurencja          | Przeciwnik I            | Przeciwnik II      | Przeciwnik III        | Miejsce       |
| -------------------- | ----------------------- | ------------------ | --------------------- | ------------- |
| 66 kg styl klasyczny | Abraham Kurland (DEN) P | wolny los Z        | Erik Malmberg (SWE) P | III runda     |